# Царский резидент
Царский резидент — должность, введённая указом Петра I после Полтавской битвы 18 июня 1709 года, и просуществовавшая до 1722 года.

## История появления
В результате предательства гетмана Ивана Мазепы, перешедшего на сторону шведского короля Карла XII, в Гетманщине оказался избран новый гетман Иван Скоропадский. Чтобы обеспечить взаимодействие гетмана с российскими властями, Пётр I создал должность царского резидента. На эту должность был назначен русский дипломат Андрей Измайлов.

## Полномочия и задачи
Царскому резиденту было поручено вместе с гетманом Скоропадским присматривать за запорожцами и препятствовать их сборам, а также совместно с гетманскими властями решать внешнеполитические вопросы. Царский резидент был наделён правом контролировать избрание и служебные назначения представителей старшины, вынесение им смертной казни и подобные вопросы. Ему надлежало заботится о комплектовании специальных российских полков на случай неблагоприятных для России политических изменений в Гетманщине, контролировать работу финансовой системы и т.п
Энциклопедия истории Украины пишет, что, согласно тайным статьям, царский советник нацеливался следить за политической лояльностью гетмана Ивана Скоропадского и других представителей казацкой верхушки в отношении российского государства, а также препятствовать международным отношениям Гетманщины. После смещения Измайлова и назначения царскими резидентами в сентябре 1710 года дьяка Андрея Виниуса (умер в 1717 году) и стольника Фёдора Протасьева ими были получены новые тайные инструкции, в которых предписывалось расследовать доносы на гетмана и старшину. Эти инструкции были расширены в июле 1718 года, когда царскому резиденту Протасьеву следовало добиваться обострения социальных противоречий в казачьем обществе, чтобы укрепить в Гетманщине царскую власть.

## Упразднение должности
Должность была упразднена со смертью гетмана Ивана Скоропадского в 1722 году и в связи с созданием Малороссийской коллегии.

## Царские резиденты
- Андрей Измайлов, дипломат — с июня 1709 года по сентябрь 1710 года[1];
- Андрей Виниус, дьяк — с сентября 1710 года по 1717 год[1];
- Фёдор Протасьев, стольник — с сентября 1710 года по апрель 1722 года[1];